# Marimlandia
Marimlandia o Marilandia (en Malavedan: Мары мланде, romanizado: Marə mlande; en mari oriental: Марий мланде, romanizado: Marij mlande) es un territorio entre los ríos Vetluga y Viatka, habitado por el pueblo mari. La región incluye la República de Mari-El y partes del óblast de Nizhni Nóvgorod, el óblast de Kostromá y el óblast de Kírov.

## Geografía
Marimlandia está compuesto por los siguientes territorios:
- República de Mari-El.
- Óblast de Kírov: raiones de Kotélnich, Malmyzh, Pizhanka, Sanchursk, Sovetsk, Urzhum y Yaransk.
- Óblast de Nizhni Nóvgorod: raiones de Bor, Gorodéts, Krasnye Baki, Kstovo, Lyskovo Semiónov, Shajunia, Sharanga, Sokolskoye, Tonkino, Tonshayevo, Urén, Varnavino, Vetluga, Vorotinets, Voskresenskoye.
- Óblast de Kostromá: raiones de Makáriev, Ponazirevo y Shariá.